# Hüseyin Avni Pascià
Pascià Hüseyin Avni (in turco ottomano: حسين عونى پاشا; Gelendost, 1819 – Istanbul, 15 giugno 1876) è stato un generale e politico ottomano, figlio di un povero contadino.

## Biografia
Hüseyin andò a Istanbul da giovane ed entrò nell'accademia militare e si diplomo nel 1848 come capitano di stato maggiore. Nel 1852 partecipò alla guerra di Crimea come tenente colonnello e si distinse nella battaglia di Çetate (31 Dicembre 1853 – 6 Gennaio 1854); in Mingrèlia fu capo di gabinetto di Omar Pascià. In seguito ricoprì un incarico amministrativo (1856) e nella guerra contro il Montenegro fu comandante di divisione (1862).
Nel 1863 entrò nel Consiglio Militare Superiore con il grado di generale; nel giugno 1863 fu ministro della guerra (ad interim, ma carica di fatto mantenuta dal gran visir Fu'ad Pascià) fino al 24 dicembre 1865. Nell'aprile 1867 fu nominato governatore militare di Giannina, ma il 15 ottobre successivo fu inviato a Creta per ricominciare la rivolta nell'isola. Il suo successo gli valse di essere nominato ministro della guerra (serraschiere) il 12 febbraio 1867. Riformò l'esercito sul modello della Prussia.
Dopo la morte del Gran Visir Mehmed Alì Pascià il 6 settembre 1871, il sostituto Mahmud Nedim Pascià lo percepì come suo nemico e lo congedò e lo mandò esiliato a Isparta, ma fu presto convocato (luglio 1872) e nel novembre fu nominato wali di Aidin. Il 25 gennaio 1873 tenne il portafoglio della Marina con Mütercim Mehmed Rüşdi Pascià e il 15 febbraio 1873 il portafoglio della guerra con Sakızlı Ahmed Esat Pascià.
Il 15 febbraio 1874 sostituì come gran visir Şirvanlı Mehmed Rüşdi Pascià, (che occupò la carica dal 15 aprile 1873) ed esercitò fino al 26 aprile 1875, conservando il portafoglio del ministero della guerra. La sua azione di governo è stata determinata dalla crisi economica dovuta ai cattivi raccolti. Cessato come Gran Visir fu nominato wali del vilayet di Aidin, ma tornò al portafoglio del ministero della Guerra il 21 agosto, solo per quattro giorni, poiché il 25 agosto il nuovo Gran Visir Mahmud Nedim Pascià lo fermò. Fu inviato come wali del vilayet di Bursa e il 12 maggio 1876 divenne nuovamente Ministro della Guerra e svolse un ruolo chiave nella deposizione del Sultano il 31 maggio.
Fu assassinato da un ufficiale di nome Çerkess Hassan il fratello minore della quarta moglie del sultano Neşerek Kadin, che lo accusava dell'omicidio di Abdül Aziz, il 15 giugno 1876 durante una riunione di gabinetto del sultano ottomano Murad V nella residenza di Mithat Pascià (vicino a Piazza Beyazit a Fatih, ad Istanbul). Anche il ministro degli esteri Mehmed Rashid Pascià fu ucciso nell'attacco.